# 항저우의 여섯 마리 용
항저우의 여섯 마리 용(중국어: 杭州六小龙) 또는 항저우 육소룡은 게임 사이언스, 딥시크, 위슈커지, 딥 로보틱스, 브레인코, 매니코어 테크의 기술 스타트업을 비공식적으로 지칭하는 그룹이다. 여섯 기업 모두 항저우시에 설립되었으며, 인공지능 분야에서 활동하고 있다.
항저우는 중국의 "전자상거래 수도"(电商之都)로 불린다. "육소룡"이라는 별명은 중국 인터넷에서 유래했다.

## 배경

### 중국 정부 투자 (2002년 ~ 2010년대)
2002년부터 2007년까지 시진핑이 저장성의 당 서기로 재임하는 동안, 기술 연구에 대한 성 정부 지출은 280억 위안으로 네 배 이상 증가했다. 저장성은 현대화를 위한 "디지털 저장"(数字浙江)과 특화 산업을 포함한 산업 발전을 위한 8가지 장점 및 행동에 중점을 둔 "팔팔전략"(八八战略)을 시작했다. 2010년, 항저우시 정부는 과학기술 스타트업을 지원하기 위해 "수탉 프로젝트"(雏鹰计划)를 시작했다. 이 프로젝트는 인큐베이터 및 액셀러레이터와 협력하여 유망한 기술 기업을 발굴하고, 특히 졸업생 및 유학생이 창업한 스타트업에 공공 자금 및 기타 지원을 제공한다. 위슈커지는 초기 단계에서 지원을 받았으며, 빈장구로부터 정부 보조금도 받았다.

### AI 스타트업 및 추가 투자 (2025년 ~ 현재)
2025년 1월, 중국 정부는 컴퓨팅 능력, 대형 언어 모델 기술 및 인공지능 응용 분야에 중점을 둔 "항저우 AI 산업 사슬 고품질 개발 행동 계획"을 수립했다. 이 계획은 2,000개 이상의 새로운 첨단 기술 기업을 인증하고, 300개 이상의 주요 기술 프로젝트를 시작하며, 매년 3,000억 위안(400억 달러) 이상을 투자하는 것을 목표로 한다. 중국 정부는 또한 "수탉 프로젝트"를 갱신하고 미래 산업에 산업 정책 자금의 15%를 할당하기로 했다.
항저우는 2025년 초에 인기를 얻은 "항저우 육소룡"이라는 별명에 강조하여 기술 스타트업의 중심지가 되는 것을 목표로 했다. 이 그룹에는 게임, 로봇, 소프트웨어 개발 분야의 기업인 딥시크, 게임 사이언스, 위슈커지, 매니코어 테크, 브레인코, 딥 로보틱스가 포함된다. 이 그룹은 2025년 1월 항저우의 중국 당국이 지역 기업을 위한 신년 메시지에서 인정했다. 항저우의 대학들은 중국 기술 산업 발전에 공헌한 것으로 평가받았다. 저장 대학 동문들은 "육소룡" 중 세 곳을 설립했다. 2024년 9월까지 이 대학은 중국 AI 스타트업에서 102명의 임원을 배출하여 중국 최고 기관 중 세 번째로 높은 순위를 기록했다.
2025년 2월 20일, 알리바바 그룹의 에디 우는 회사의 인공지능 전략이 생성형 인공지능에 중점을 두고 있으며 AI에 상당한 투자를 계획하고 있다고 밝혔다. 또한 회사는 마윈 알리바바 창업자가 같은 달 시진핑 중국 주석의 기업 지도자 및 기업가 비즈니스 심포지엄에 참석한 후 중국의 "육소룡"에 대한 외국인 투자를 늘리려고 노력했다.

## 과제
중화인민공화국의 순수 외국인 직접 투자(FDI)는 2024년에 1,680억 달러 감소하여 1990년 이래 최대 규모의 자본 유출을 기록했다. 외국인 투자는 2021년에 3,440억 달러로 정점을 찍었지만, 그 이후로 국가외환관리국에 따르면 감소했다. 2024년에는 외국인 투자자들이 45억 달러만을 투자한 반면, 중국 기업들은 해외에 1,730억 달러를 투자했다.
미국과의 긴장으로 인해 많은 국제 기업들이 중국 플러스 원 전략을 채택했고, 중국 기업들은 트럼프 관세를 피하기 위해 해외에 공장을 건설했다.

## 같이 보기
- FAANG
- 실리콘 밸리
- 기술 센터 목록